# Joseph-Emile Abbet
Joseph-Emile Abbet CRA (ur. 23 października 1847 w Vens, zm. 3 sierpnia 1914) – szwajcarski duchowny rzymskokatolicki, w latach 1909-1915 opat terytorialny Saint-Maurice.

## Życiorys
Urodził się 23 października 1847 w Vens. Był spokrewniony z biskupem Julesem-Maurice Abbet.
W 1868 złożył śluby w Szwajcarskiej Kongregacji Kanoników Regularnych. Święcenia kapłańskie otrzymał 28 października 1871. 21 kwietnia 1909 został wybrany opatem terytorialnym Saint-Maurice. Papież Pius X zatwierdził ten wybór 24 lipca tego samego roku i mianował go biskupem tytularnym Betlejem. Sakrę biskupią otrzymał 13 września 1909 z rąk biskupa Julesa-Maurice Abbet. W okresie 29 września 1911 od 13 lutego 1912 do administrator apostolski Lozanny. 
Zmarł 3 sierpnia 1914 w wieku 66 lat. 